# 塞羅
埃尔塞羅是古巴首都哈瓦那的一个区，始建於1803年，面積10平方公里，海拔高度85米，2004年普查人口數為132,351人，人口密度為每平方公里13,235人。